# Bart van Rooij
Bart van Rooij (Escharen, 26 maggio 2001) è un calciatore olandese, difensore del Twente.

## Caratteristiche tecniche
È un terzino destro.

## Carriera

### Club
Cresciuto nel settore giovanile dell'N.E.C., debutta in prima squadra il 22 febbraio 2019 in occasione dell'incontro di Eerste Divisie vinto 5-0 contro l'Almere City.

### Nazionale
Ha giocato nelle nazionali giovanili olandesi Under-18 ed Under-19.

## Statistiche
Statistiche aggiornate al 6 settembre 2021.
| Stagione        | Squadra         | Campionato      | Campionato | Campionato | Coppe nazionali | Coppe nazionali | Coppe nazionali | Coppe continentali | Coppe continentali | Coppe continentali | Altre coppe | Altre coppe | Altre coppe | Totale | Totale |
| Stagione        | Squadra         | Comp            | Pres       | Reti       | Comp            | Pres            | Reti            | Comp               | Pres               | Reti               | Comp        | Pres        | Reti        | Pres   | Reti   |
| --------------- | --------------- | --------------- | ---------- | ---------- | --------------- | --------------- | --------------- | ------------------ | ------------------ | ------------------ | ----------- | ----------- | ----------- | ------ | ------ |
| 2018-2019       | N.E.C.          | 1D              | 1          | 0          | CO              | 0               | 0               |                    | -                  | -                  |             | -           | -           | 1      | 0      |
| 2019-2020       | N.E.C.          | 1D              | 24         | 0          | CO              | 0               | 0               |                    | -                  | -                  |             | -           | -           | 24     | 0      |
| 2020-2021       | N.E.C.          | 1D              | 38+3       | 3+1        | CO              | 2               | 0               |                    | -                  | -                  |             | -           | -           | 43     | 4      |
| 2021-2022       | N.E.C.          | ED              | 4          | 0          | CO              | 0               | 0               |                    | -                  | -                  |             | -           | -           | 4      | 0      |
| Totale carriera | Totale carriera | Totale carriera | 70         | 4          |                 | 2               | 0               |                    | -                  | -                  |             | -           | -           | 72     | 4      |